# فالتيريلا
فالتيريلا (بالإسبانية: Valtierrilla)‏ هي منطقة سكنية تقع في المكسيك في . يقدر عدد سكانها بـ 12,118 نسمة وترتفع عن سطح البحر 1,710 متر.